# Poljubljena
»Poljubljena« je skladba in radijski single slovenske pop rock skupine Tabu iz leta 2009, kot single izdana leto kasneje. Avtor glasbe je Tomaž Trop, besedilo pa je napisal Iztok Melanšek.
Leta 2011 je bila najbolj predvajana slovenska skladba na komercialnih radijskih postajah. Leta 2015 je bila uporabljena v mladinskem filmu Utrip ljubezni režiserja Borisa Petkovića.
Besedilo pesmi naj bi Melanšek namenil svoji novoporočeni ženi. Ob izidu singla je bil na YouTube naložen tudi posnetek skladbe s koncerta iz februarja 2010 v Kinu Šiška.
Skupina pesem zaigra na vsakem koncertu, o čemer je takratna pevka Tina povedala: »Poljubljeno izvajamo vsakič, ker to je po navadi vrhunec in orgazem večera«.

## Snemanje
Snemanje in miks sta potekal v Studio Pavarotti Music Centar, Mostar. Skladba je bila leta 2009 izdana na njihovem četrtem studijskem albumu 42, leto kasneje pa še kot radijski single, šesti s tega albuma.

## Kompozicija
Besedilo govori o občutku zaljubljenosti in o tem, kako se takrat vse zdi lepše, kar ponazarja sam refren. Pesem je v F-duru z zaporedjem akordov F-Am-A#-Dm v verzih ter F-Cm-D# in F-Cm-D#-Dm v refrenu. 
Pesem ima tudi bridge (»Boš jeseni čakal zimo z mano in me nesel do pomladi? / Če ti rečem, da bom vedno tvoja, a boš rekel, da boš moj?«) z akordi A#-Gm-Am-Dm-Gm-Am-Gm-C.

## Zasedba

### Produkcija
- Tomaž Trop – glasba
- Iztok Melanšek – besedilo
- Žare Pak – aranžma, producent
- Mats Lindfords – mastering

### Studijska izvedba
- Tina Marinšek – vokal
- Tomaž Trop – kitara
- Iztok Melanšek – bas kitara
- Primož Štorman – bobni
- Aleš Beriša – klaviature

### Gost
- Matej Javoršek – perkusija